# Живокость губоцветная
Живокость губоцветная, или Живокость губоцветковая, или Дельфиниум губоцветный, или Шпорник губоцветный (лат. Delphinium cheilanthum) — многолетнее травянистое растение; вид рода Живокость (Delphinium) семейства Лютиковые (Ranunculaceae), распространенный в Сибири, Монголии, Китае и на Дальнем востоке России.

## Распространение и экология
Вид распространён в Арктической и Восточной Сибири, Северной Монголии, Северо-Восточном Китае и на Дальнем востоке России.
Произрастает на лугах, в зарослях кустарников по долинам рек и на каменистых склонах.

## Ботаническое описание

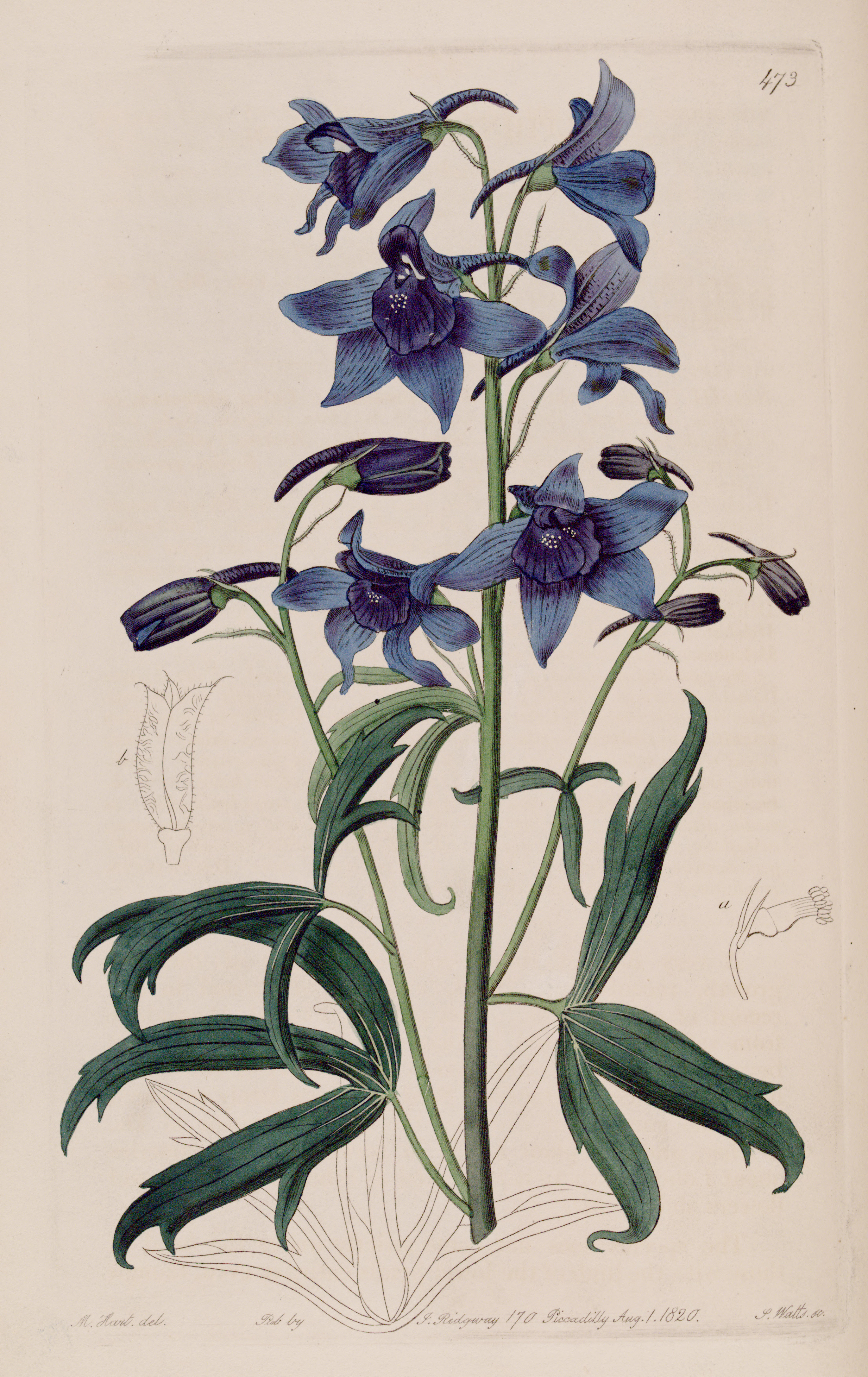
Ботаническая иллюстрация из журнала The Botanical Register за 1820 год

Многолетнее травянистое растение 15–95 см в высоту.
Стебель слабо бороздчатый и по всей длине совершенно голый и гладкий, лишь у самого основания иногда с чрезвычайно малочисленными и малозаметными короткими волосками.
Листья снизу сероватые, прижато и коротко опушённые, сверху обычно голые (реже слабо опушенные), в очертании округло-сердцевидные или округло-почковидные, до основания или почти до основания рассеченные на 3 доли; средняя доля ланцетно-ромбическая, до середины или глубже рассеченная на 3 лопасти: центральную — линейно-ланцетную или линейную, трехзубчатую (с короткими краевыми зубцами) или цельную и боковые — линейные, цельные или рассеченные на 2 неравных зубца; боковые доли пластинки листа рассечены каждая на 2–3 доли второго порядка, из которых соседние и верхние, граничащие с центральной долей первого порядка напоминают последнюю, крайние же, обращенные одной стороной к черешку, — двулопастные, с двузубчатыми ланцетными или цельными линейными лопастями; самые верхние стеблевые листья и нижние прицветные обычно рассечены на 3 цельные линейные доли. Черешки длинные, почти совершенно голые.
Прицветнички более или менее отставленные от основания цветка, линейно-шиловидные, 2,5–5 мм в длину, опушённые. Листочки околоцветника синие, коротко опушённые, яйцевидные, яйцевидно-ланцетные или же эллиптические, тупые, 1,5–2,5 см в длину и 0,5–1,1 см в ширину; шпорец 1–1,8 см в длину и 2,5–3,5 мм в толщину при основании, горизонтальный, с тупо заостренным и слабо загнутым книзу концом; нектарники синие, с фиолетово-синеватыми концами пластинки; стаминодии обыкновенно с ясным фиолетовым тоном в окраске, фиолетово-синие.
Цветет в июле-августе, плодоносит в конце августа-начале сентября. Плод — многолистовка, около 2 см в длину, кратчайше прижато-опушенная, реже голая.

## Применение
Считается родоначальником многих культурных сортов. В культуре вид упоминается с конца XVIII века, широко распространился в садах Европы, где были получены сорта с простыми и махровыми цветками.

## Охранный статус
Вид внесен в Красную книгу Амурской области.
Лимитирующими факторами является редкая встречаемость, малое число и малая численность популяций, пожары, рубки, антропогенная нагрузка.
Охраняется на территории комплексного заказника «Верхне-Амурский».

## Таксономия
Delphinium cheilanthum Fisch. ex DC., Syst. Nat. [Candolle] 1: 352. 1817.
Вид Живокость губоцветная входит в род Живокость (Delphinium) трибы Живокостные (Delphinieae) подсемейства Лютиковые (Ranunculoideae) семейства Лютиковые (Ranunculaceae) порядка Лютикоцветные (Ranunculales).
|  |                       |  |                                                |                                                |                        |  | ещё четыре подсемейства | ещё четыре подсемейства |                   |  |  |  | роды Аконит (Aconitum) и Сокирки (Consolida) | роды Аконит (Aconitum) и Сокирки (Consolida) |  |  |
|  |                       |  |                                                |                                                |                        |  | ещё четыре подсемейства | ещё четыре подсемейства |                   |  |  |  | роды Аконит (Aconitum) и Сокирки (Consolida) | роды Аконит (Aconitum) и Сокирки (Consolida) |  |  |
|  |                       |  |                                                | семейство Лютиковые                            |                        |  |                         |                         | триба Живокостные |  |  |  |                                              | вид Живокость губоцветная                    |  |  |
|  |                       |  |                                                | семейство Лютиковые                            |                        |  |                         |                         | триба Живокостные |  |  |  |                                              | вид Живокость губоцветная                    |  |  |
|  | порядок Спаржецветные |  |                                                |                                                | подсемейство Лютиковые |  |                         |                         | род Живокость     |  |  |  |                                              |                                              |  |  |
|  | порядок Спаржецветные |  |                                                |                                                |                        |  |                         |                         |                   |  |  |  |                                              |                                              |  |  |
|  |                       |  | ещё десять семейств (согласно Системе APG II). | ещё десять семейств (согласно Системе APG II). |                        |  |                         | ещё восемь триб         | ещё восемь триб   |  |  |  | ещё более 450 видов                          |                                              |  |  |
|  |                       |  |                                                | ещё десять семейств (согласно Системе APG II). |                        |  |                         |                         | ещё восемь триб   |  |  |  |                                              |                                              |  |  |

### Синонимика
- Delphinium davuricum Besser,  Cat. Hort. Crem. Suppl. 3: 9. 1814.[4]
- Delphinium dahuricum Steven ex DC., Prodr. (A. DC.) 1: 53. 1824.[4]
- Delphinium parviflorum Turcz., Bull. Soc. Imp. Naturalistes Moscou 15: 75. 1842.[4]
- Delphinium middendorffii Trautv., Phaenog. Pfl. Hochnord. 1: 63. 1847.[4]
- Delphinium cheilanthum var. evenkiense Reverd. & Polozhij, Sist. Zam. Mater. Gerb. Tomsk Gos. Univ., 85(27): 6. 1974.[5]
- Delphinium cheilanthum var. pubescens Y.Z.Zhao, Fl. Intramongolica ed. 2, 2: 712 1990 publ. 1991.[4]